# Hickmannova mapa
Hickmannova mapa hustoty obyvatel Království českého (celým názvem Karte der Bevölkerungsdichte (relative Bevölkerung) des Königreiches Böhmen entworfen und herausgegeben von A.L. Hickmann) je historická litografická mapa, jejímž autorem je Anton Leo Hickmann. Vznikla pravděpodobně mezi lety 1870 a 1890 a zobrazuje stav obyvatelstva v Českém království na území dnešních Čech při sčítání lidu v roce 1869. Známý exemplář této mapy je uložen v Mapové sbírce Přírodovědecké fakulty Univerzity Karlovy.

## Popis
Mapa se nachází na jednom listu lesklého papíru, který má rozměr přibližně 56×67 cm. Samotná mapa má rozměry přibližně 47×57 cm. Pravděpodobně měla sloužit veřejnosti či státním orgánům, tudíž je velmi formální a neobsahuje autorovy popisky a poznámky. Obsahuje mapový rám, měřítko, které je 1:600 000, kdy údaje v celé mapě jsou udávány v mílích, ozdobný název spolu s údaji, odkud byla brána data a nakonec 2 legendy, kde jedna zobrazuje značení cest, měst, řek a podobně a druhá definuje hustotu zalidnění podle barev. Chybí například směrová růžice a hlavně přesné datum vydání.
Mapové pole zabírá asi 70 % plochy archu. Různými černými čarami a tečkami jsou zobrazeny jednotlivé předměty, které jsou specifikované v legendě. Černobílými čarami (podobně jako je to zobrazováno i dnes) jsou zobrazeny železnice s železničními stanicemi, silnice a cesty jsou označeny dvojitou čarou, řeky a rybníky pak klasicky jako v dnešní době, některé pohoří a hory jsou zobrazeny kopečkovou metodou, hranice států vidíme pomocí tlusté přerušované čáry, prázdnými kolečky se silným ohraničením jsou zobrazována města, městyse jsou označeny kolečky uvnitř s tečkou a vesnice jen prázdnými tenkými kolečky. Celá mapa je velmi podrobná a také detailně popsána. U větších měst či vesnic jsou červeně uvedena absolutní čísla počtu jejich počtu obyvatel. Výškopis se tu však objevuje jen zřídka.
Druhá legenda pak obsahuje barevnou škálu, kde ke každému barevnému odstínu je přiřazena jedna hodnota hustoty obyvatelstva, která není uváděna na km², jako je tomu nejčastěji dnes, ale na čtvereční míle (stejně jako měřítko mapy). Bíložlutým čárkováním je označeno méně než 3000 osob na míli, světle žlutě 3000–4000, tmavě žlutě 4000–5000, oranžově 5000–6000, šedě 6000–7000, růžově 7000–8000, modře 8000–10 000, zeleně 10 000–15 000 a tmavě zeleně 15 000–20 000. Z mapy je tedy vidět, že největší hustota zalidnění byla v okolí Prahy a na severu Čech.
Mapa je na některých místech mírně poškozena, potrhána a zalepována, ale jinak je vcelku v dobrém stavu. U pravého kraje v dolní části je opatřena razítkem Grafische Statistik von Böhmen, ručně dopsaným a přeškrtnutým číslem „1162“ a číslem „7“.
Mapové pole zachycuje území mezi 12°01´48" až 16°57´46 východní délky a 51°04´58" až 48°30´59" severní šířky.

## Historie
U mapy není přesně uvedeno datum, kdy byla vytvořena, jen sčítání lidu, které je bráno jako zdroj dat a které bylo v roce 1869. Je však velmi pravděpodobné, že mapa vznikala někdy mezi lety 1870 a 1890.
Právě toto sčítání lidu, které zachytilo stav k 31. prosinci 1869, bylo velmi důležité. V celém Rakousku-Uhersku došlo k prvnímu modernějšímu sčítání, kdy se zjišťoval nejen počet obyvatel, věk a pohlaví, ale i státní příslušnost, rodinný stav, náboženské vyznání, popřípadě i mentální či fyzické vady. Od této doby pak mělo sčítání probíhat pravidelně každých 10 let. Tento rok byl také převratný v tom, že data byla poprvé veřejně publikována, což znamená, že se k nim dnes můžeme snadno přes Český statistický úřad dostat a porovnat je i s dnešní dobou. Bylo provedeno na základě přijetí říšského zákona o sčítání vydaného v březnu roku 1869 a bylo ještě zpracováváno ručně.
Autorem mapy je Anton Leo Hickmann (23. března 1834 – 18. července 1906), český geograf a statistik, který se narodil v Terezíně a zemřel ve Vídni. Pracoval na univerzitě v Praze, byl tajemníkem obchodní komory v Chebu a stal se i učitelem na obchodní škole v Liberci a od roku 1869 byl okresním školním inspektorem v Jablonci. Snažil se zpopularizovat statistiku tím, že znázorňoval její výsledky do map. Vytvářel však i geologické mapy a atlasy (známá je např. jeho Geologická mapa Čech z roku 1862).